# Kunów (Zgorzelec)
Pour les articles homonymes, voir Kunów (homonymie).
Kunów est une localité polonaise de la gmina et du powiat de Zgorzelec en voïvodie de Basse-Silésie.

## Histoire
De 1816 à 1945, Kuhna fait partie de l'arrondissement de Görlitz dans le district de Liegnitz au sein de la province de Silésie.